# 21
21 (XXI) var ett normalår som började en onsdag i den julianska kalendern.

## Händelser

### Okänt datum
- Heduerna under Julius Florus och Julius Sacrovir revolterar mot det romerska styret, men krossas av Gaius Silius.
- Tiberius blir romersk konsul för fjärde gången.
- Ett uppror mot det romerska styret, under ledning av Tacfarinas, utbryter i provinsen Africa terra.
- Romarna skapar en buffertstat i quadernas område i nuvarande södra Slovakien.
- En kasern byggs för praetoriangardet på Quirinalen i Rom.
- Pennor och skrivdon i metall börjar tillverkas i Rom.

## Avlidna
- Publius Sulpicius Quirinius, romersk guvernör i Syria
- Marcus Valerius Messalla Barbatus, romersk konsul (död detta eller föregående år)
- Arminius, germansk hövding som vann slaget i Teutoburgerskogen (mördad av en landsman)
- Wang (Wang Mang), kinesisk kejsarinna.